# Juan Goytisolo
Juan Goytisolo Gay (Barcelona, España, 5 de enero de 1931-Marrakech, Marruecos, 4 de junio de 2017) fue un escritor e intelectual español. Considerado como el narrador más importante de la Generación del medio siglo, e incluso el mejor novelista español de comienzos del siglo XXI, su obra abarca novelas, libros de cuentos y de viajes, ensayos y poesía. El 24 de noviembre de 2014 le fue concedido el Premio Cervantes, máximo galardón de las letras en lengua castellana.
Era hermano de los también escritores José Agustín Goytisolo (1928-1999) y Luis Goytisolo (1935).

## Biografía
Tercero de cinco hijos (Antonio, Marta, José Agustín, Luis y él mismo) de un matrimonio barcelonés de clase media, pronto conoció las penurias de la guerra: hambre y, muy especialmente, la muerte de su madre Julia Gay a mediados de marzo de 1938 en un bombardeo en Barcelona por parte de la aviación italiana cuando Juan contaba solo con siete años. Una vez concluida la Guerra Civil estudió en el colegio de jesuitas de Sarriá y, posteriormente, en el colegio de la Bonanova de los hermanos de la Doctrina Cristiana. En 1948 ingresó en la Universidad de Barcelona, en la que comienza la carrera de Derecho con la intención de convertirse en diplomático. Durante su época universitaria descubriría la literatura contemporánea y manifestaría inequívocamente su ateísmo.
Si bien su afición literaria le animó a escribir novelas desde los catorce años, su primera obra publicada, Juegos de manos, data de 1954, fecha en que abandonó la universidad. En uno de sus viajes a París conoció a Monique Lange, con la que compartiría gran parte de su vida. Pese a la homosexualidad de Goytisolo, contrajeron matrimonio en 1978.En 1956 cumplió seis meses de servicio militar como sargento en Mataró, los cuales le inspirarían elementos de los relatos «La guardia» y «Aquí abajo», incluidos en el libro Para vivir aquí. Ese mismo año se instaló en la capital francesa y comenzó a trabajar como asesor literario de la editorial Gallimard. A partir de esta fecha residió en diferentes localidades fuera de España: París, Tánger, Marrakech… Entre 1969 y 1975 ejerció de profesor de literatura en universidades de California, Boston y Nueva York; de esta época son su edición de la novela picaresca del siglo XVII Vida de Estebanillo González, hombre de buen humor y la combativa antología del heterodoxo decimonónico José María Blanco White, escrita con la evidente intención subterránea de atacar en doble lectura el cerrado régimen franquista, que prohibió o censuró varias de sus obras y mantuvo, por medio de la prensa oficial, una continua hostilidad hacia el escritor.
Aunque siempre mantuvo unas firmes convicciones ideológicas que son inseparables de su obra, permaneció a lo largo de su vida totalmente independiente de organizaciones políticas. En cuanto a su relación con España, sostuvo una relación de amor a su lengua y literatura,a la vez que un deliberado intento de alejamiento de su presente (intento que no siempre fue capaz de observar). Desde finales de los años 1960 su pasión por el mundo árabe se integró en sus creaciones hasta convertirse en elemento fundamental de su obra, especialmente de la ensayística.
Cultivó el ensayo, la narrativa, el reportaje, la literatura de viajes y las memorias. La publicación de sus obras fuera de España le convirtió en uno de los intelectuales españoles más influyentes en el extranjero. Publicó artículos en la prensa española, en particular en El País, para el que fue corresponsal de guerra en Chechenia y Bosnia. Fue un crítico de la civilización occidental, a la que contempló desde una óptica periférica. Desde la muerte de su esposa, Monique Lange, en 1996, fijó su residencia en Marrakech.
En los años 90, su nieta, la directora de cine Mona Achache, hija de su hijastra Carole Achache sufrió abusos sexuales en Marruecos por parte del amante de Goytisolo, Amir, sobre los que le recomendó callar.
Tuvo decisiva influencia en la posibilidad de que el afamado escritor argentino Manuel Puig pueda publicar su primera novela. El director de fotografía Néstor Almendros le acerca el manuscrito de La traición de Rita Hayworth y juntos decidieron enviarla al concurso Biblioteca Breve Seix Barral del año 1965, donde llegó a estar entre las finalistas. Así se lo contó el propio Puig al periodista Joaquín Soler Serrano durante una entrevista en el programa A fondo de Televisión Española (TVE), el 30 de octubre de 1977.
En 2012 Juan Goytisolo afirmó que dejaba la narrativa para siempre: «Es definitivo. No tengo nada que decir y es mejor que me calle. No escribo para ganar dinero ni al dictado de los editores». Continuó, eso sí, con los ensayos literarios y debutó en poesía. Respecto a la publicación de su primer poemario dijo: «Son nueve, ni uno más ni uno menos. Cuando dejé la narrativa pasaron por mi cabeza como bandas de cigüeñas que me dejaron esos poemas».
Falleció el 4 de junio de 2017 en la ciudad marroquí de Marrakech a los 86 años de edad. Fue enterrado el lunes 5 de junio de 2017 en el cementerio civil de Larache, localidad próxima a Tánger. En su lápida se puede leer: «Juan Goytisolo. Escritor. Barcelona 1931-Marrakech 2017». A su lado se encuentra la tumba del escritor Jean Genet, fallecido en 1986. En la ceremonia tomaron la palabra su albacea, José María Ridao; el consejero de cultura de la embajada de España, Pablo Sanz, en representación del embajador Ricardo Díez-Hochleitner; la arabista Lola López Enamorado; y su traductora al francés, Aline Schulman, que citó unos versos de Federico García Lorca: «Tardará mucho tiempo en nacer, si es que nace, un español tan claro y tan rico en aventuras».

## Obra literaria

### Etapa de realismo social
Las primeras novelas de Juan Goytisolo, producto, según el propio escritor, del influjo de lecturas no asimiladas del todo, buscan retratar el atraso y la opresión en que vive la mayoría de los españoles durante la posguerra y cumplir así con el papel informativo que corresponde a la prensa en los países democráticos. Novelas corales en las que aparecen personajes de la clase baja (trabajadores portuarios, chabolistas, rateros…), soportando sus cotidianas penurias, pero también miembros del «pacato y aborrecido espacio burgués». No suele faltar la figura del niño, testigo de los hechos y del traumático fin de su infancia, en el que el autor parece volcar parte de su propia personalidad. 
Las novelas de esta época pueden encuadrarse en el denominado realismo social, aunque con el añadido de elementos satíricos y poéticos.
El narrador omnisciente no se inmiscuye en los hechos narrados sino que los presenta dejando al lector la responsabilidad de enjuiciar a los personajes. Algunos de los rasgos de su literatura en esta época fueron expuestos por el propio autor en la recopilación de ensayos publicada bajo el título de Problemas de la novela.

### Etapa de madurez
Juan Goytisolo decide liberarse de las limitaciones que él mismo se había impuesto e inicia su periodo de madurez literaria y de plena individualidad. Uso de diferentes personas narrativas, abandono de signos de puntuación, inclusión de poemas en prosa, rupturas del orden cronológico... son algunas de las características que adquiriría su obra a partir de Señas de identidad y El furgón de cola. La parodia hace aparición a través de la inclusión de textos ajenos, ya sean literarios o de cualquier otra procedencia (publicidad, radio, discursos oficiales...). Por otro lado, deja de sortear las dificultades impuestas por la censura franquista para atacar ferozmente la realidad global de España (cultura, religión, etc.). El rechazo a la España tradicional y conservadora, con el paso del tiempo, se iría transformando en un rechazo al pensamiento conservador occidental y a los dogmatismos políticos y religiosos.
Con cada una de las novelas de esta etapa, Goytisolo intenta una propuesta literaria diferente, lo que motiva una enorme diversidad estilística de su narrativa. Las variadas influencias en su obra proceden en muchos casos de autores en lengua castellana que han sido menospreciados o cuya creación no ha sido adecuadamente valorada por los estamentos culturales españoles: José María Blanco White, Francisco Delicado, Fernando de Rojas...

## Obras

### Narrativa
- Juegos de manos, Destino, Barcelona, 1954.
- Duelo en El Paraíso, Destino, Barcelona, 1955.
- El circo, Destino, Barcelona, 1957.
- Fiestas, Destino, Barcelona; Emecé, Buenos Aires, 1958.
- La resaca, Librairie Espagnole, París, 1958.
- Para vivir aquí, Sur, Buenos Aires, 1960. Contiene ocho cuentos:
  - «Cara y cruz», «Suburbios», «Otoño, en el puerto, cuando llovizna», «El viaje», «La guardia», «La ronda», «Los amigos» y «Aquí abajo».
- La isla, Joaquín Mortiz, México D. F., 1961.
- Fin de fiesta. Tentativas de interpretación de una historia amorosa, Seix Barral, Barcelona, 1962. Contiene cuatro cuentos.
- Señas de identidad, Joaquín Mortiz, México D. F., 1966.
  - «Pausa de otoño», cuento incluido en la primera edición de Señas de identidad (1966), suprimido del resto de ediciones y fijado en su versión definitiva en Obras completas II. Narrativa y relatos de viaje (1959-1965), Galaxia Gutenberg, Barcelona, 2005.
- Reivindicación del Conde Don Julián, Joaquín Mortiz, México D. F., 1970; reed. y rev.: Don Julián, Galaxia Gutenberg, Barcelona, 2000.
- Juan sin tierra, Seix Barral, Barcelona, 1975.
- Makbara, Seix Barral, Barcelona, 1980.
  - Reedición del capítulo final con ilustraciones de Hans Werner Geerdts: Lectura del espacio en Xemaá-El-Fná, Galaxia Gutenberg, Barcelona, 1996.
- Paisajes después de la batalla, Montesinos, Barcelona, 1982.
- Las virtudes del pájaro solitario, Seix Barral, Barcelona, 1988.
- La cuarentena, Mondadori, Madrid, 1991.
- La saga de los Marx, Mondadori, Madrid, 1993.
- El sitio de los sitios, Alfaguara, Madrid, 1995.
- Las semanas del jardín (firmada con el seudónimo Un círculo de lectores), Alfaguara, Madrid, 1997.
- Carajicomedia, Seix Barral, Barcelona, 2000.
- Telón de boca, Aleph Editores, Barcelona, 2003.
- El exiliado de aquí y de allá, Galaxia Gutenberg, Barcelona, 2008. Continuación de Paisajes después de la batalla.
- Estambul otomano, Planeta, Barcelona, 1989.

### Viajes, memorias y periodismo
- Campos de Níjar, Seix Barral, Barcelona, 1960.[20]
- La Chanca, Seix Barral, Barcelona; Librairie Espagnole, París, 1962.
- Pueblo en marcha. Tierras de Manzanillo. Instantáneas de un viaje a Cuba, Librairie Espagnole, París, 1962.
- Coto vedado, memorias, Seix Barral, Barcelona, 1985.
- En los reinos de taifa, memorias, Seix Barral, Barcelona, 1986.

- Aproximaciones a Gaudí en Capadocia, Mondadori, Madrid, 1990.
- Cuaderno de Sarajevo, Aguilar, Madrid, 1993.
- Argelia en el vendaval, Aguilar, Madrid, 1994.
- Paisajes de guerra con Chechenia al fondo, Aguilar, Madrid, 1996.
- Paisajes de guerra: Sarajevo, Argelia, Palestina, Chechenia, Aguilar, Madrid, 1996.
- De la Ceca a la Meca. Aproximaciones al mundo islámico, Alfaguara, Madrid, 1997. Selección de textos de Alquibla, guion televisivo para Televisión Española, 1988; serie de 26 capítulos dirigida por Rafael Carratalá, con música original de Luis Delgado. Episodios:
  - «Los derviches giróvagos», «El Cairo: díptico urbano», «Palestina después de su diáspora», «Gaudí en Capadocia», «Romerías y ermitas: el culto popular de los santos», «Estambul: la ciudad palimpsesto», «Zagüias y cofradías», «Itinerario de un campeón», «El espacio en la ciudad islámica», «Ver sin ser vista: la mujer en el Islam», «Desierto, realidad y espejismo», «Islam: realidad y leyenda», «Nas Al Ghivan: la música del trance», «El islam negro», «Ramadán», «Los musulmanes soviéticos», «Los atletas de Alí», «Los ascetas del desierto», «La Turquía profunda», «Cementerios islámicos», «La otra orilla», «Díptico chií 1: del despotismo a la revolución», «Díptico chií 2: de la revolución a la guerra», «La música rai», «Los últimos juglares» y «Abdelkrim y la epopeya del Rif».
- con Günter Grass: Diálogo sobre la desmemoria, los tabúes y el olvido, Galaxia Gutenberg, Barcelona, 2000.
- Pájaro que ensucia su propio nido, artículos, Galaxia Gutenberg, Barcelona, 2001.

### Ensayos literarios
- Problemas de la novela, Seix Barral, Barcelona, 1959.
- El furgón de cola, Ruedo Ibérico, París, 1967. Contiene catorce textos: 
  - «El furgón de cola», «La actualidad de Larra», «Escribir en España», «Los escritores españoles frente al toro de la censura», «La literatura perseguida por la política», «Literatura y eutanasia», «Estebanillo González, hombre de buen humor», «La herencia del noventa y ocho o la literatura considerada como una promoción social», «Cernuda y la crítica literaria española», «Homenaje a Cernuda», «Lenguaje, realidad ideal y realidad efectiva», «Menéndez Pidal y el Padre Las Casas», «Examen de conciencia» y «Tierras del Sur».
- Obra inglesa de Blanco White (ed.), Formentor, Buenos Aires, 1972.
- Disidencias, Seix Barral, Barcelona, 1977.
- España y los españoles, Lumen, Barcelona, 1979.
- Crónicas sarracinas, Ruedo Ibérico, París, 1982.
- Contracorrientes, Montesinos, Barcelona, 1985.
- El bosque de las letras, Alfaguara, Madrid, 1995.
- Cogitus interruptus, Seix Barral, Barcelona, 1999.
- con Sami Naïr: El peaje de la vida. Integración o rechazo de la emigración en España, Aguilar, Madrid, 2000.
- Tradición y disidencia, transcripción del ciclo de conferencias en la Cátedra Alfonso Reyes del Instituto Tecnológico y de Estudios Superiores de Monterrey, noviembre de 2000; Fondo de Cultura Económica, Madrid, 2001.
- España y sus ejidos, Hijos de Muley-Rubio, Madrid, 2003.
- El lucernario: la pasión crítica de Manuel Azaña, Península, Barcelona, 2004.
- Contra las sagradas formas, Galaxia Gutenberg, Barcelona, 2007.
- Genet en el Raval, Galaxia Gutenberg, Barcelona, 2009. Contiene:
  - «Genet en el Raval» (Suplemento literario de El País, 03/01/2009), «El territorio del poeta» (texto autobiográfico contenido en En los reinos de taifa, Seix Barral, 1986), «Genet y los palestinos: ambigüedad política y radicalidad poética» (revista Quimera, 2002; y Contra las sagradas formas, Galaxia Gutenberg, 2007), «El poeta enterrado en Larache» (El bosque de las letras, Alfaguara, 1995) y «Cartas» (correspondencia entre Juan Goytisolo y Jean Genet, depositada en el Archivo de la Diputación Provincial de Almería)
- Ensayos sobre José Ángel Valente, Universidad de Santiago de Compostela, 2009.
- Belleza sin ley, Galaxia Gutenberg, Barcelona, 2013.

### Otras
- Obras completas, Aguilar, Madrid, 1977, introducción de Pere Gimferrer. 2 volúmenes:
  - 1. Novelas.
  - 2. Relatos y ensayos.
- Obras completas, Galaxia Gutenberg, Barcelona, 2005-2008, edición revisada y prologada por el autor. 7 volúmenes:
  - I. Novelas y ensayo (1954-1959)
  - II. Narrativa y relatos de viaje (1959-1965)
  - III. Novelas (1966-1982)
  - IV. Novelas (1988-2003)
  - V. Autobiografía. Viajes al mundo islámico
  - VI. Ensayos literarios (1967-1999)
  - VIII. Guerra, periodismo y literatura
- Ardores, cenizas, desmemoria, poesía, Salto de Página, Madrid, 2012.

### Adaptaciones de sus obras
Su primera novela, Juegos de manos, fue adaptada en 1980 por el realizador Enzo Tarquini en el telefilm italiano Gioco di morte, del que Goytisolo es coguionista.
El compositor José María Sánchez-Verdú adaptó libremente la novela Las virtudes del pájaro solitario de Goytisolo en la ópera El viaje a Simorgh, estrenada el 4 de mayo de 2007 en el Teatro Real de Madrid.

## Premios
- 1952 - Premio Joven Literatura por la novela El mundo de los espejos (inédita)
- 1985 - Premio Europalia
- 1993 - Premio Nelly Sachs
- 1994 - Premio Mediterráneo a la mejor novela extranjera traducida al francés por Cuaderno de Sarajevo
- 1995 - Premio Rachid Mimumi de París a la tolerancia y a la libertad
- 1996 - Premio de la Paz de la Fundación León Felipe
- 1997 - Premio Jorge Isaacs de Narrativa Iberoamericana de la Fundación Proartes (Colombia)
- 2001 - Miembro honorario de la Unión de Escritores de Marruecos
- 2002 - Premio Octavio Paz de Literatura
- 2004 - Premio de Literatura Latinoamericana y del Caribe Juan Rulfo
- 2005 - Premio a la Mejor Trayectoria Literaria de Autor Iberoamericano de la Junta de Extremadura
- 2008 - Premio Nacional de las Letras Españolas
- 2009 - Premio de las Artes y las Culturas de la Fundación Tres Culturas
- 2010 - Premio Internacional Don Quijote de la Mancha de la Junta de Comunidades de Castilla-La Mancha y la Fundación Santillana
- 2012 - Premio Cultura, Planeta y Océanos Sostenibles de la Fundación Baile de Civilizaciones[22]
- 2012 - Premio Spiros Vergos[23]
- 2012 - Premio Internacional de Literatura de Formentor[14]
- 2014 - Premio Cervantes[24]

| Predecesora: Elena Poniatowska | Premio Miguel de Cervantes 2014 | Sucesor: Fernando del Paso |